# Вичеконте, Маура
Маура Вичеконте (итал. Maura Viceconte; 3 октября 1967, Суза, Пьемонт — 10 февраля 2019, Кьюза-ди-Сан-Микеле, Пьемонт) — итальянская легкоатлетка, специалистка по бегу на длинные дистанции и марафону. Выступала как элитная спортсменка в 1990-х и 2000-х годах, победительница и призёрка ряда крупных международных соревнований, рекордсменка страны, участница двух летних Олимпийских игр.

## Биография
Маура Вичеконте родилась 3 октября 1967 года в городе Суза региона Пьемонт, Италия.
Выступала на соревнованиях национального уровня с 1986 года, бегала на длинные дистанции на шоссе и на дорожке, становилась победительницей и призёркой различных региональных стартов в Италии.
Свой первый марафон пробежала в ноябре 1994 года в городе Чезано-Босконе, с результатом 2:35:15 заняла здесь первое место.
В 1995 году стала пятнадцатой на Кубке мира по марафону в Афинах, девятой на чемпионате мира по полумарафону во Франции, одержала победу на Венецианском марафоне (2:29:11).
Благодаря череде удачных выступлений удостоилась права защищать честь страны на летних Олимпийских играх 1996 года в Атланте — стартовала здесь в программе женского марафона, но сошла с дистанции и не показала никакого результата.
В 1997 году с результатом 2:28:16 была лучшей на Монакском марафоне.
В 1998 году побывала на чемпионате Европы в Будапеште, откуда привезла награду бронзового достоинства, выигранную в марафоне — уступила только португалке Мануэле Машаду и россиянке Мадине Биктагировой. Также в рамках разыгрывавшегося здесь Кубка Европы стала серебряной призёркой в командном зачёте. Среди прочих значимых достижений этого сезона — победа на Итальянском марафоне в Карпи (2:31:23) и второе место на Лос-Анджелесском марафоне (2:34:13).
В 1999 году выиграла серебряную медаль в командном зачёте на Европейском вызове по бегу на 10 000 метров в Баракальдо, одержала победу на Римском марафоне (2:29:36).
На Венском марафоне 2000 года установила поныне действующий рекорд трассы и национальный рекорд Италии — 2:23:47 (национальный рекорд впоследствии продержался до апреля 2012 года и был превзойдён Валерией Странео). Также на соревнованиях в Бельгии Вичеконте установила национальный рекорд в беге на 10 000 метров, который действует до сих пор. Выполнив олимпийский квалификационный норматив в марафоне, благополучно прошла отбор на Олимпийские игры в Сиднее — на сей раз с результатом 2:29:26 финишировала двенадцатой.
После сиднейской Олимпиады Маура Вичеконте ещё в течение восьми лет оставалась элитной спортсменкой и продолжала принимать участие в крупнейших международных соревнованиях. Так, в 2001 году она отметилась победой на Пражском марафоне (2:26:33), в 2002 году бежала 10 000 метров на чемпионате Европы в Мюнхене, в 2003 году была лучшей на марафоне в Неаполе (2:33:36) и стала второй на марафоне в Турине (2:33:36).
В июне 2007 года ей диагностировали рак груди, в связи с этим она отошла от активной соревновательной практики и занялась лечением. После пяти лет борьбы болезнь отступила. В 2012 году родила сына Габриэле.
Покончила жизнь самоубийством в возрасте 51 года, повесившись в саду у своего дома в коммуне Кьюза-ди-Сан-Микеле 10 февраля 2019 года. Никакой предсмертной записки или завещания обнаружено не было. Сообщалось, что причинами самоубийства могли стать неприятности в семье или на работе.